# Băile Herculane

Lage von Băile Herculane im Kreis Caraș-Severin

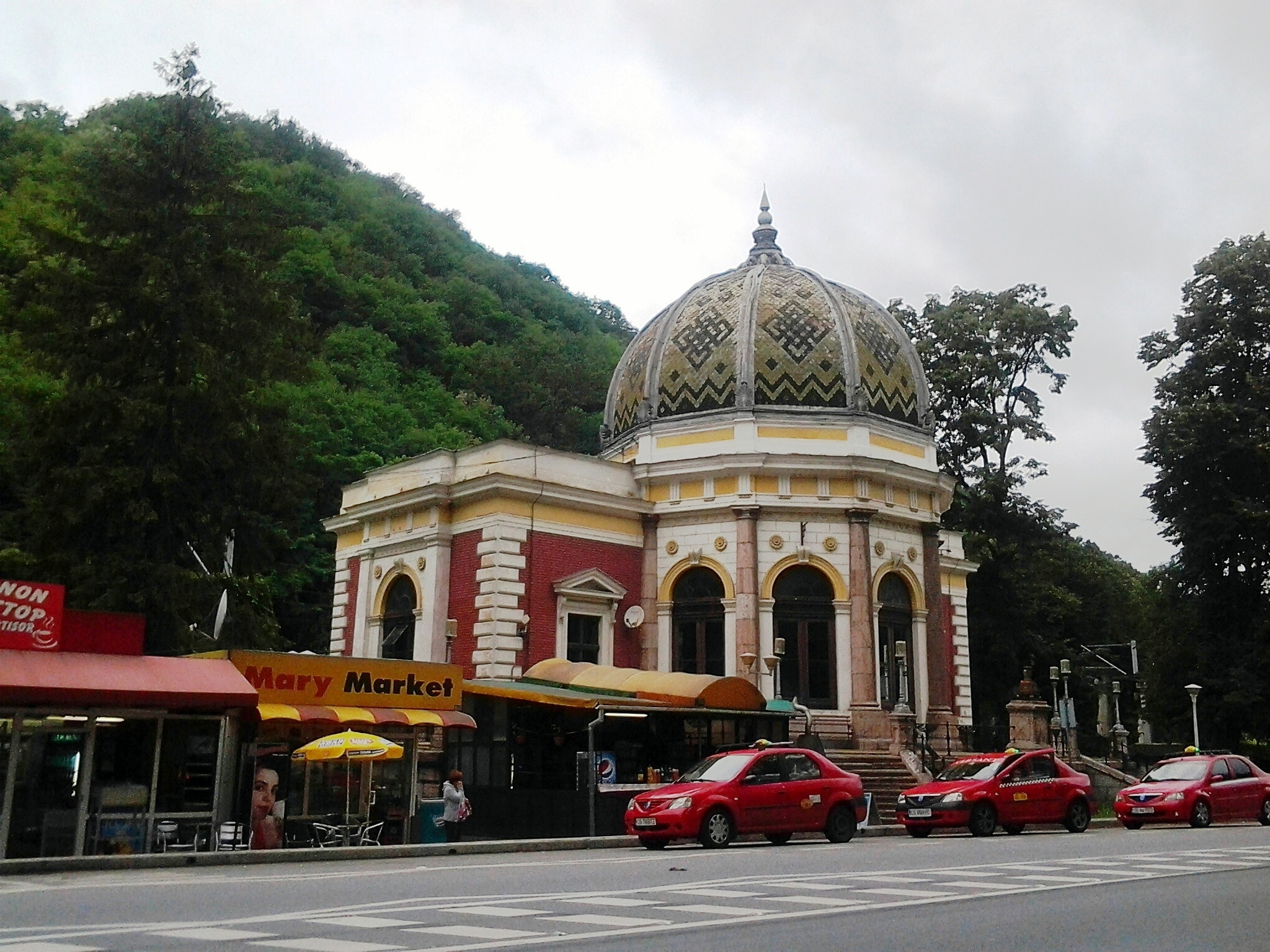
Bahnhof von Herkulesbad (2013)

Băile Herculane (deutsch Herkulesbad, ungarisch Herkulesfürdő) ist eine Kleinstadt und ein Kurort im Kreis Caraș-Severin in der Region Banat in Rumänien.

## Geographische Lage
Băile Herculane liegt im Banater Bergland am Fluss Cerna zwischen dem Cerna-Gebirge im Nordwesten und dem Mehedinți-Gebirge im Südwesten. Die Kreishauptstadt Reșița liegt etwa 60 km nordwestlich.

## Nachbarorte
| Mehadia  | Valea Bolvașnița                            | Baia de Aramă         |
| Bozovici | Kompassrose, die auf Nachbargemeinden zeigt | Motru                 |
| Berzasca | Orșova                                      | Drobeta Turnu Severin |

## Geschichte
Die Existenz der Siedlung seit dem Jahr 153 ist durch eine römische Inschrift bezeugt. In der Zeit des Römischen Reiches war Herkulesbad (lateinisch Ad aquas Herculi sacras) ein wichtiger Kurort, der nach dem griechisch-römischen Gott Herakles benannt war. Aus dieser Epoche stammen zahlreiche archäologische Funde.
Nach dem Abzug der Römer sank die Bedeutung des Ortes; wenngleich die konstante Benennung darauf hinweist, dass die Heilquellen durchgehend genutzt wurden.
Im Mittelalter und während der Türkenzeit verlor Herkulesbad an Bedeutung. Der moderne Kurbetrieb begann mit der Inbesitznahme des Banats durch Österreich-Ungarn im Jahr 1718. Durch den Feldmarschall Johann Andreas Graf von Hamilton wurden neue Bäder angelegt und 1736 eröffnet. Der Ort lag seit 1767 im Bereich der Banater Militärgrenze; ein Teil der Erholungseinrichtungen gehörte der k.u.k. Armee; aus deren Reihen stammten auch viele Kurgäste. Im Jahr 1811 wurden 944 Kurgäste gezählt, 1830 waren es 1.431. Die Kurgebäude errichtete man in österreichischem Barockstil. 1801 wurden die ersten Pavillons gebaut, die teilweise auch heute noch funktionsfähig sind. Die Bauten an beiden Seiten des Cerna-Ufers (Franz-Josef-Hof, Rudolf-Hof, Theresien-Hof), alle spätbarocken Bauwerke, wurden von dem Wiener Architekten Carl Wilhelm Christian von Doderer geplant. Zur Beliebtheit trug u. a. die Erreichbarkeit mit der Eisenbahn bei. Hier ist der architektonisch herausragende Bahnhof von 1873 zu nennen. Die Militärgrenze und damit die Militärverwaltung des Ortes wurden 1873 aufgelöst.
Graf Hamilton brachte die Funde aus der Römerzeit nach Wien. Unter den Reliefs waren Herkulesbildnisse besonders häufig. Ein Jahr später veröffentlichte Pascale Caryophilus in Wien eine Dissertation mit dem Titel „De usu et praestantia Thermarum Herculanarum quae nuper in Dacia Traiani detectae sunt“ (Zum Gebrauch und zur Vornehmheit der Herkulischen Therme, die kürzlich in Trajans Dazien entdeckt wurden).
1847 wurde die von den Wiener Künstlern Romalmeyer und Glantz entworfene Herkulesstatue errichtet, das Wahrzeichen von Herkulesbad. Als Rohmaterial wurden Kanonenrohre verwendet.
Im 18. und 19. Jahrhundert besuchten mehrere österreichisch-ungarische Herrscher den Ort, u. a. Franz I., Joseph II., Franz Joseph I. und Elisabeth. Jakob Pazeller komponierte 1903 den Walzer Souvenir de Herkulesbad.

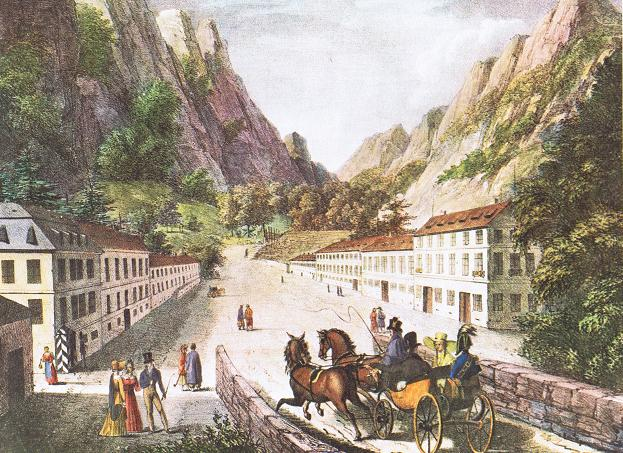
Herkulesbad im Jahr 1824

Nach dem Ersten Weltkrieg kam Herkulesbad durch den Vertrag von Trianon an Rumänien. Seitdem wurden die Kuranlagen weiter ausgebaut. 1922 wurde das Muzeul Nicolae Cena, benannt nach dem bekannten General und Heimatforscher Nikolaus Cena eröffnet. Er vermachte der Kommune seine Sammlungen, vor allem Funde aus dem Römerkastell „Ad Mediam“, die dort ausgestellt sind.
Nach dem Zweiten Weltkrieg erhielt der Ort den Status einer Stadt.

## Bevölkerung
1880 lebten auf dem Gebiet der heutigen Stadt 914 Menschen, davon nur 336 in Herkulesbad und 578 im heute eingemeindeten Ort Pecinișca. 616 waren Rumänen, 189 Deutsche und 63 Ungarn. In der Folge stieg die Bevölkerungszahl; 1992 wurde mit 6340 das Maximum erreicht.
Bei der Volkszählung 2002 wurden noch 6019 Einwohner registriert, davon 5396 in der eigentlichen Stadt und 623 in Pecinișca. 5217 bezeichneten sich als Rumänen, 67 als Roma, 51 als Ungarn, 27 als Deutsche und 13 als Tschechen.

## Verkehr
Durch Băile Herculane verläuft die Bahnstrecke von Caransebeș nach Orșova. In beide Richtungen verkehrten 2009 etwa zehn Personenzüge am Tag, wobei auch Schnellzüge halten. Der Bahnhof liegt einige Kilometer außerhalb der Stadt. Des Weiteren führt die Nationalstraße Drum național 67D nach Târgu Jiu. Es bestehen regelmäßige Busverbindungen nach Orșova und in viele größere Städte des Landes.

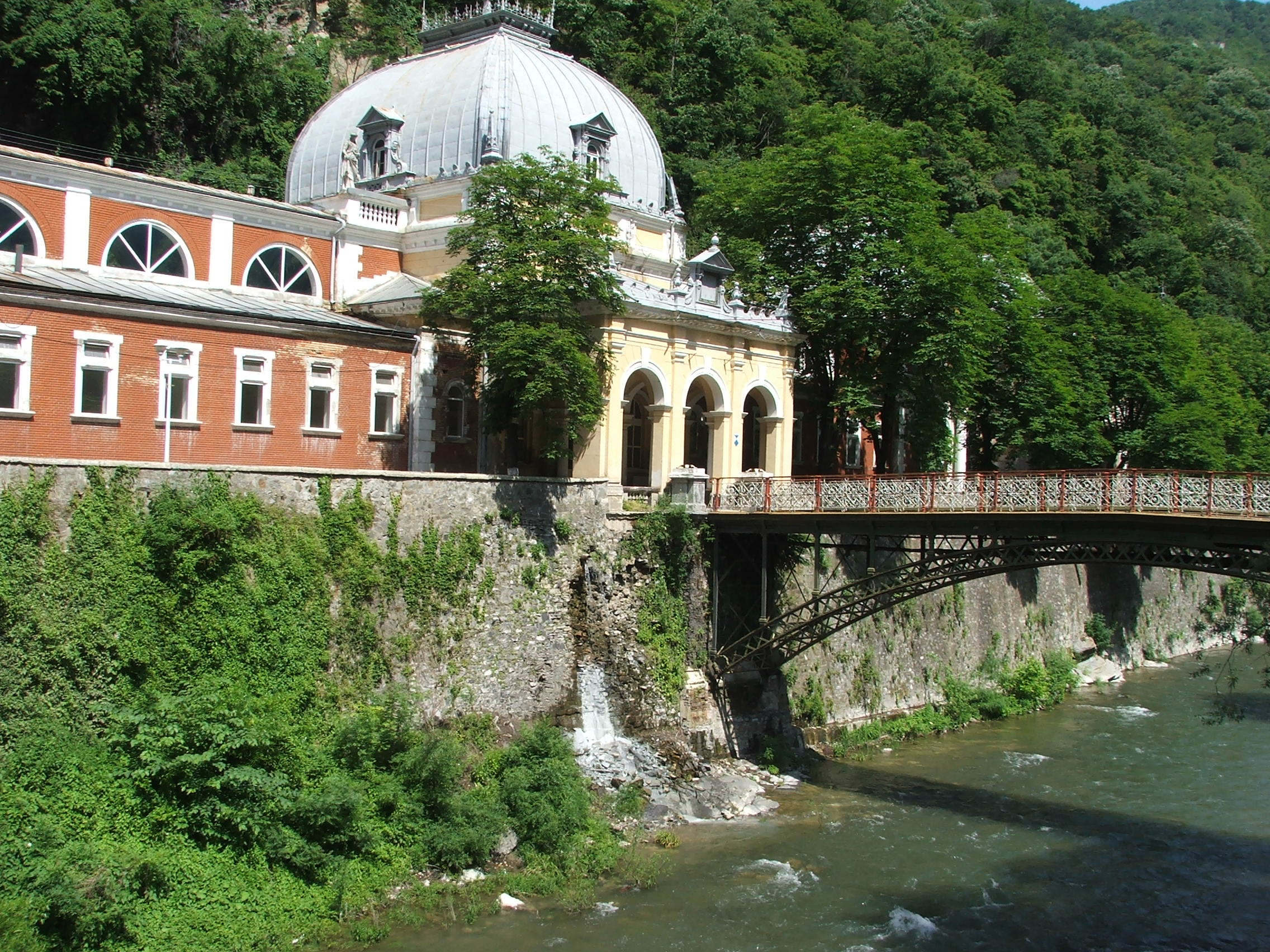
Kuranlage in Băile Herculane

## Sehenswürdigkeiten und Tourismus
Auf einer Länge von vier Kilometern werden 16 Thermalquellen verschiedener mineralischer Zusammensetzung genutzt; es gibt natriumchlorid-, bikarbonat- und kalzium-haltige sowie brom-, jod- und schwefel-haltige Quellen mit Temperaturen zwischen 38 und 67 °C. Behandelt werden rheumatische, orthopädische, neurologische und gynäkologische Erkrankungen sowie Diabetes, Krankheiten der Augen, des Magen-Darm-Traktes und der Atemwege.
Zu den sehenswerten Monumenten und Bauwerken zählen die bronzene Statue des Herkules (1847), das Kurmuseum mit archäologischen Funden aus der Römerzeit, die römischen Bäder (Hotel Roman im Erdgeschoss), das Casino (1913) und die österreichischen Bäder (zwischen 1883 und 1886 nach den Plänen des Architekten Carl Wilhelm von Doderer erbaut).  Ein Teil der Kuranlagen befindet sich in einem unbefriedigenden Zustand und ist renovierungsbedürftig. Die rumänische Regierung plant Investitionen zur Verbesserung der Infrastruktur der touristischen Anlagen.
Băile Herculane liegt im Nationalpark Domogled-Valea Cernei. In der Umgebung befinden sich mehrere Höhlen sowie die 19 km entfernt liegende Stadt Orșova und der Donauengpass Eisernes Tor (Cazanele mari și mici).
Im Jahr 2000 wurden die Gebäude verkauft, die neuen Eigentümer sanierten diese aber nicht. Eine erste Initiative zur Sanierung der Bauten startete 2017 als eine Gruppe von Architekturstudenten unter Oana Chirilă. Sie begannen Geld zu sammeln und machten erste Sicherungsmaßnahmen. 2023 wurde das Bad in die Förderung der Europa Nostra aufgenommen.

## Geboren in Băile Herculane
- Friedrich von Martini (1833–1897), Schweizer Ingenieur